# Miłosierdzie gminy
Miłosierdzie gminy – nowela Marii Konopnickiej opublikowana po raz pierwszy w 1891 roku na łamach czasopisma "Kraj". Niekiedy publikowana pod tytułem Miłosierdzie gminy: Kartka z Hottingen.
Utwór ukazuje skutki, jakie może przynosić nadużycie idei filantropii, jednego z haseł pozytywizmu, a także niszczącą siłę pieniądza.

## Treść
Akcja toczy się w II połowie XIX wieku w szwajcarskiej gminie Hottingen. Treścią utworu jest sposób opieki, jaką tamtejsza gmina roztacza nad osobami starszymi i niedołężnymi. Okazuje się, że takich ludzi oddaje się do domów bogatszych gospodarzy. Gospodarze w zamian za opiekę otrzymują od gminy środki pieniężne. Jednak praktyka pokazuje, że odbywa się to w formie upokarzającej licytacji. Poszczególni gospodarze ubiegają się o prawo do opieki nad staruszkiem "licytując w dół", czyli wymieniając coraz niższą kwotę, za którą są w stanie podjąć się opieki. 
Głównym bohaterem jest stary Kuntz Wunderli, który staje się przedmiotem owej licytacji. Do tej sytuacji dopuszcza syn, który sam nie jest zainteresowany podjęciem się opieki nad ojcem. Ostatecznie Kuntz zostaje wzięty przez bezwzględnego mleczarza Probsta i zaprzężony do ciągnięcia wózka mleczarskiego.  